# Église orthodoxe carpato-ruthène américaine
Pour les articles homonymes, voir Église ruthène.
L'Église orthodoxe carpato-ruthène américaine ou Église orthodoxe carpato-russe américaine est une Église orthodoxe née dans la diaspora ruthène aux États-Unis et au Canada. Elle est autonome mais rattachée canoniquement au Patriarcat œcuménique de Constantinople. Le chef de l'Église porte le titre de Métropolite d'Amissos, avec résidence à Johnstown en Pennsylvanie (titulaire actuel : le Très Révérend Nicolas (Smisko) depuis 1997).
L'Église est membre de la Conférence permanente des Évêques orthodoxes canoniques des Amériques.

## Histoire
À la fin du XIXe siècle, de nombreux Ruthènes émigrèrent en Amérique du Nord et y fondèrent des paroisses grecques-catholiques. Toutefois, ils rencontrèrent des difficultés pour garder leur spécificité au sein de l'Église catholique romaine locale, notamment pour ce qui concernait les prêtres mariés. Ceci conduisit certains d'entre eux à se retirer de l'Église catholique pour passer à l'Église orthodoxe.
L'Église a été fondée en 1938 quand un groupe de 37 paroisses grecques-catholiques carpato-ruthènes, sous la conduite du Père Oreste Chornock, furent reçues dans la juridiction du Patriarcat œcuménique. L'année précédente, ce groupe avait officiellement renoncé à l'Union avec Rome, essentiellement pour protester contre les tendances latinisantes de l'Église catholique. Parmi les points épineux figurait le décret papal Cum data fuerit de 1929, qui interdisait aux grecs-catholiques l'ordination d'hommes mariés et l'immigration de prêtres mariés pour servir les paroisses aux États-Unis.

## Organisation
L'Église compte environ 75 paroisses aux États-Unis et au Canada. Plus de la moitié se trouve en Pennsylvanie.
Elle dispose d'un séminaire pour la formation de son clergé, situé à Johnstown.
L'ancien monastère diocésain de Tuxedo Park (État de New York) a fermé dans les années 1990.

## Relations avec les autres Églises
Bien que le diocèse soit rattaché directement au Patriarcat œcuménique, il se trouve sous la supervision spirituelle du primat de l'Archidiocèse orthodoxe grec d'Amérique.